# Roger Lloyd-Pack
Roger Lloyd-Pack (ur. 8 lutego 1944 w Londynie, zm. 15 stycznia 2014 tamże) – brytyjski aktor, znany przede wszystkim ze swoich występów telewizyjnych, w szczególności w serialach komediowych.

## Kariera

### Telewizja
Był absolwentem Royal Academy of Dramatic Art w Londynie, najbardziej renomowanej brytyjskiej szkoły teatralnej. W telewizji zadebiutował w 1965 roku, małą rólką w serialu Rewolwer i melonik. W ciągu kolejnych trzydziestu lat występował w ponad dwudziestu innych serialach, m.in. tak znanych produkcjach jak Doktor Who, Doktor Martin, Poirot, Jaś Fasola czy Zorro. Największą popularność przyniosły mu jednak dwa sitcomy. W 1981 znalazł się w głównej obsadzie serialu Tylko głupcy i konie, gdzie grał niezbyt inteligentnego Triggera, mężczyznę o wyrazie twarzy przypominającym konia. Grał tę postać przez dziesięć lat, zaś później powracał do niej w okolicznościowych odcinkach specjalnych aż do 2003 roku. Z kolei w 1994 zadebiutował w równie popularnym serialu Pastor na obcasach, którego regularna emisja dobiegła końca w 1998, ale aż do 2007 pojawiały się kolejne odcinki specjalne. Występował tam jako Owen Newitt, hodowca bydła i owiec o bardzo wulgarnym, lecz w sumie sympatycznym sposobie bycia.

### Film
W kinie Lloyd-Pack grywał głównie role drugoplanowe i epizodyczne. Pojawił się m.in. w takich filmach jak Harry Potter i Czara Ognia jako Bartemiusz Crouch, Nadstaw uszu, Wywiad z wampirem, 1984, Skrzypek na dachu, Posłaniec czy Vanity Fair. Targowisko próżności.

## Choroba i śmierć
W ostatnich miesiącach życia Lloyd-Pack zmagał się z rakiem trzustki. Zmarł w swoim domu w Londynie wieczorem w dniu 15 stycznia 2014. Miał 69 lat.